# Districtul Afrin
Districtul Afrin (în arabă منطقة عفرين, transl. manṭiqat Afrīn); în kurdă Efrîn) este un district din Guvernoratul Alep, în nordul Siriei, având capitala la Afrin. La data recensământului populației din anul 2004, districtul avea o populație de 172.095 de persoane.

## Subdistricte
Districtul Afrin este împărțit în șapte subdistricte (nawāḥī):
| Cod      | Nume                          | Zonă       | Populație1) | Capitală        |
| -------- | ----------------------------- | ---------- | ----------- | --------------- |
| SY020300 | Subdistrictul Afrin           | 427,73 km² | 66.188      | Afrin           |
| SY020301 | Subdistrictul Bulbul          | 203,36 km² | 12.573      | Bulbul          |
| SY020302 | Subdistrictul Jindires        | 319,43 km² | 32.947      | Jindires        |
| SY020303 | Subdistrictul Rajo            | 283,12 km² | 21.955      | Rajo            |
| SY020304 | Subdistrictul Sharran         | 305,18 km² | 13.632      | Sharran         |
| SY020305 | Subdistrictul Shaykh al-Hadid | 93,52 km²  | 13.871      | Shaykh al-Hadid |
| SY020306 | Subdistrictul Maabatli        | 208,51 km² | 11.741      | Maabatli        |

1) Datele privind populația sunt cele valabile pentru anul 2004;